# Asul așilor
Asul așilor (în franceză L'as des as) este un film de comedie franco-german din anul 1982, regizat de Gérard Oury. Rolul principal este interpretat de Jean-Paul Belmondo.

## Rezumat
În 1916, în timpul Primului Război Mondial, doi ași ai aviației, francezul Georges „Jo” Cavalier (Belmondo) și germanul Günther von Beckmann (Hoffman) au o luptă aeriană. Doborâți amândoi de artileria antiaeriană germană în rândul căreia se afla și incompetentul caporal Adolf Hitler, cei doi piloți încep să se bată, nereușind să se înțeleagă cine este prizonierul. Lupta lor este întreruptă de un foc de artilerie, iar ei se salvează reciproc. Într-o scenă plină de umor, caporalul Adolf Hitler (Meisner), este mustrat de sublocotenentul Rosenblum pentru stângăcia lui.
Douăzeci de ani mai târziu, Jo a devenit antrenorul echipei franceze de box care participă la Jocurile Olimpice de la Berlin din 1936, în Germania aflată sub regimul nazist al lui Adolf Hitler. 
După un meci de box câștigat de boxerul antrenat de Cavalier, echipa se află în restaurantul L’as des as, care-i aparținea lui Jo, unde începe o dezbatere cu privire la prezența echipei franceze la Jocurile Olimpice. Jo răspunde că va merge cu inima strânsă. Totuși, Gabrielle Delcourt (Pisier), o frumoasă jurnalistă pe care Jo a busculat-o din greșeală și care l-a provocat, scrie un articol în care îi răstălmăcește declarația. Aceasta din urmă merge și ea la Berlin pentru a-i lua un interviu Führerului. Jo și ziarista se reîntâlnesc în tren, unde el încearcă să-i facă o curte asiduă, fără să știe că ea este cea care a scris articolul.
În tren, Cavalier întâlnește un copil evreu de 10 ani, Simon Rosenblum (Ferrache), care-i cere un autograf. Băiatul este nepotul sublocotenentului Rosenblum, fostul superior al lui Hitler. Atunci când bunicul său nu se prezintă până la gară, Simon îi cere lui Jo, pe care el îl idolatrizează pentru succesele din război, să-l însoțească la librăria bunicului său. Ajuns acolo, Jo se bate cu agenții Gestapo-ului, care devastau localul, și, ulterior, reușește să scape pretinzând că este purtător al Flăcării Olimpice. Întors la hotel, el îl întâlnește pe Simon care se reîntâlnise cu familia sa, toți fiind urmăriți de autoritățile naziste. El decide să-i ia sub protecția sa și îi cazează în camerele de hotel ale delegației franceze. În camera lui Gabrielle, el află că ea este jurnalistul G.B. care scrisese articolul defăimător la adresa sa.
În dimineața următoare, chiar înainte de a pleca spre stadion pentru ceremonia de deschidere, Jo îl reîntâlnește pe vechiul său prieten Günther von Beckmann, acum general al Luftwaffe, dar cu convingeri antinaziste. Günther îi împrumută mașina sa lui Jo, care o dă membrilor familiei Rosenblum pentru ca aceștia să fugă cu ea în Austria. Din cauza faptului că ceruseră la un restaurant un meniu cașer, membrii familiei Rosenblum sunt arestați înainte de a ajunge la frontieră și doar Simon scapă. Băiatul îi telefonează lui Gaby, care-l informează pe Jo. Sfâșiat între afecțiunea sa pentru Gaby, simțul datoriei față de Simon și dorința de a vedea echipa sa la Jocurile Olimpice (deși nu neapărat în această ordine), Jo decide să rezolve problema cât mai repede posibil și merge să-l salveze pe Simon.
Cu toate acestea, lucrurile nu merg conform planului. Gestapo-ul îl urmărește pe Jo, cei doi fugari dau în pădure peste un urs și ei fug din tabără cu un pui de urs căruia îi dau numele de Beethoven. În cele din urmă, ei sunt prinși și duși la secția de poliție din apropiere, unde se află și restul familiei Rosenblum. Günther ajunge la timp pentru a asigura eliberarea prietenului său, dar Jo nu îi va abandona pe Rosenblumi și îl va ostatic pe Günther. Pe drumul spre granița cu Austria, Günther îl sfătuiește pe Jo să plece cu familia Rosenblum, deoarece și el este acum căutat de către autoritățile naziste. Fără tragere de inimă, Jo este de acord.
Cu toate acestea, din cauza necunoașterii zonei și a întunericului, grupul de fugari greșește drumul și ajunge chiar la reședința Berghof a lui Hitler din Berchtesgaden (Obersalzberg). Confundând casa de vacanță a Führerului cu un hotel de pe teritoriul Austriei, fugarii sunt luați în grija surorii lui Hitler, Angela (interpretată tot de Meisner), care crede că ei sunt orchestra venită să-i cânte lui Hitler. La reședință se aflau în acel moment Günther, invitat de Hitler la Berghof pentru o ședință cu șefii armatei, precum și Gaby (care venise să-i ia un interviu dictatorului). Jo înțelege rapid situația dificilă în care se află, atunci când, aflat în biroul personal al dictatorului pentru a asculta la radio finala olimpică de box, dă nas în nas cu Hitler. El face rost de o uniformă de ofițer și îl convinge pe Günther să-l ajute în încercarea de a salva familia Rosenblum. Generalul nazist creează o diversiune fugind cu Angela Hitler (care o detesta pe Eva Braun și-l amenințase deja pe Hitler că-l va părăsi dacă o va vedea acolo), în timp ce Jo, Gaby și familia Rosenblum fură mașina personală a lui Hitler.
Filmul se încheie cu o urmărire de mașini între Jo, Gaby și Rosenblumi într-o mașină și Hitler și aghiotanții lui în altă mașină, pe parcursul căreia fostul sublocotenent îi spune lui Hitler cine este. Surprins de întâlnirea neașteptată cu fostul său comandant, Hitler ajunge în final într-o baltă pentru rațe, în timp ce Jo și compania reușesc să ajungă în Austria (un indiciu plin de umor cu privire la Anschluss-ul, care urma să aibă loc doi ani mai târziu), unde se întâlnesc din nou cu Beethoven.

## Distribuție
- Jean-Paul Belmondo - Jo Cavalier
- Marie-France Pisier - Gabrielle Delcourt
- Rachid Ferrache - Simon Rosenblum
- Frank Hoffman - Günther von Beckmann
- Günter Meisner - Adolf Hitler/Angela Hitler
- Benno Sterzenbach - comisarul
- Florent Pagny - boxer
- Yves Pignot - Lucien
- Jean-Roger Milo

## Despre film
- Asul așilor este ce de-al doilea mare succes al lui Jean-Paul Belmondo în cinematografia franceză cu 5.452.000 spectatori, chiar în urma lui Le Cerveau cu 5.547.000 spectatori. Mai mult, aceste două filme sunt regizate de același regizor. Într-adevăr, acesta este a doua oară când Gérard Oury a colaborat cu Jean-Paul Belmondo, la 13 ani după Le Cerveau.
- Scenariul, scris de Oury împreună cu Danièle Thompson, se inspiră din persoana reală Georges Carpentier.
- Este a doua oară când Gérard Oury a colaborat cu Benno Sterzenbach, la 16 ani după Marea hoinăreală.
- Pentru a ilustra faptul că povestea are loc în timpul Jocurilor Olimpice de vară din 1936 de la Berlin, un scurt rezumat al filmului documentar Les Dieux du stade de Leni Riefenstahl est inserat în film.
- Este vorba de primul film difuzat de Canal+ în 1984.
- Jurnalista Gabrielle Delcourt sosește la Berchtesgaden, venind de la Berlin, cu un avion canadian Noorduyn Norseman. Acest tip de avion rar, construit în 904 exemplare din 1935 în 1954, a servit în 68 de țări, dar este puțin probabil că a existat unul în Germania în 1936.

## Recepție

### Recepție critică
Asul așilor a avut un mare succes la public, ajungând la cinci milioane și jumătate de spectatori în Franța, ceea ce va reprezenta un record pentru Jean-Paul Belmondo. Cu toate acestea, recepția critică a fost mai puțin entuziastă, Belmondo nedorind să arate filmul jurnaliștilor înainte de premiera sa la cinematografe. Filmul suscită o formă de polemică ca urmare a lansării sale aproape simultan cu Une chambre en ville a lui Jacques Demy, care s-a dovedit un eșec comercial, în timp ce filmul lui Gérard Oury a fost un succes. În Télérama din 10 noiembrie 1982, 23 de critici de film au publicat un text în care se comparau rezultatele celor două filme și se exprima regretul publicul potențial al filmului lui Demy a fost deturnat de publicitatea mare a filmului lui Oury. Polemica nu a deranjat publicul larg, dar l-a iritate pe Jean-Paul Belmondo, care a răspuns cu un text intitulat Lettre ouverte aux coupeurs de têtes. . Jacques Demy a fost primul surprins de această polemică și nu a pus eșecul propriului său film pe seama succesului filmului lui Gérard Oury.

### Box-office
| Țară              | Box-office           | Durată       | Clasament TLT |
| ----------------- | -------------------- | ------------ | ------------- |
| Box-office Franța | 5.452.593 spectatori | 26 săptămâni | 2             |
| Box-office Paris  | 1.223.205 spectatori | 49 săptămâni | 2             |

Prima sa săptămână la cinematografele din Paris a fost un record de încasări al epocii cu 463.028 de spectatori, bătând recordul anterior stabilit cu trei săptămâni mai devreme de Deux heures moins le quart avant Jésus-Christ.

## Legături externe
- Asul așilor la Internet Movie Database
- L'as des as at the Cinemovies site
- L'as des as Arhivat în 30 iunie 2008, la Wayback Machine. overview at the New York Times